# Броше, Анна
Анна Броше (1967, Москва) — российская художница.

## Биография
Родилась в Москве в 1967 году. В 1988 году окончила Московское художественное училище имени Калинина. В 1995 году окончила Московский полиграфический институт по специальности художник-график. За дизайн альбома, посвященного 600-летию Сретения Иконы Владимирской Богоматери, художница получила Государственную премию Ивана Федорова. Живёт и работает в Москве.

## Работы находятся в собраниях
- Московский музей современного искусства, Москва.
- Галерея Гараж на Николиной Горе, Москва.

## Персональные выставки
- 2006 — «Читай по губам». Bereznitsky Gallery, Киев.
- 2006 — «Читай по губам. Тени шепота». Морс Завод, бывшая синагога, Фестиваль Современного Искусства Арт-местечко: Шаргород, Украина.
- 2005 — «В рамках тела». Новая Академия, Санкт-Петербург.
- 2005 — «За зеркалом». Галерея «V P студия» (В рамках параллельной программы. 1 московская биеннале современного искусства), Москва.
- 2003 — «Верить в красоту?». Галерея «V P студия», Москва.

## Избранные групповые выставки
- 2013 — «Сны для тех, кто бодрствует». Московский музей современного искусства

## Цитаты
... У женщин есть детородная функция, а у мужчин есть вечная зависть к этой детородной функции, и поэтому он типа Творец. А женщина, она может работать с народными ремеслами, с украшательством, украшать себя, ребенка, обустраивать вокруг мужчины все это пространство. Но если женщина - творец, то здесь ситуация обостряется. Ну, просто какой-то эволюционный анекдот, что мужчина – это молодая эволюционная ветка, какая-то слабая и почти тупиковая, а за женщиной основная эволюционная, развивающая часть.